# Hofmannova eliminace
Hofmannova eliminace (nebo Hofmannovo odbourávání aminů[zdroj?] nebo úplná methylace[zdroj?]) je reakce, při níž vzniká a následně se odštěpuje kvartérní amoniová sůl za vzniku konečného terciárního aminu a alkeny za přítomnosti jodmethanu CH3I.
Po prvním kroku se vytvoří kvartérní amoniová sůl. Po nahrazení jodu hydroxidovým aniontem probíhá eliminace na alken. Při asymetrických aminech se vytvoří nejvíce alkenů, které jsou nejméně substituované a nejméně stabilní. Toto pozorování se nazývá „Hoffmanovo pravidlo“. Je přímým opakem normálních eliminací, kde je produktem nejstabilnější alken (tzv. Zajcevovo pravidlo).
Reakce je pojmenována po svém objeviteli Augustovi Wilhelmovi von Hofmannovi.
Příklad syntézy trans-cyklooktenu:
V souvisejícím chemickém testu, zvaném „Herziga–Meyerové alkimidová determinace“, může terciární amin s nejméně jednou methylenovou skupinou bez beta-protonace reagovat s jodovodíkem HI na kvartérní amoniovou sůl, která se za horka odbourává na sekundární amin.